# Roland Stoltz (Eishockeyspieler, 1931)
Frank Roland „Rolle“ Stoltz (* 1. August 1931 in Stockholm; † 19. Februar 2001 ebenda) war ein schwedischer Eishockeyspieler.

## Karriere
Roland Stoltz begann seine Karriere als Eishockeyspieler beim Atlas Diesels IF, für dessen Profimannschaft er von 1948 bis 1955 in der Division 1, der damals höchsten schwedischen Spielklasse, sowie der zweitklassigen Division 2 aktiv war. Anschließend wechselte der Verteidiger zu Djurgårdens IF, mit dem er in den Jahren 1958, 1959, 1960, 1961, 1962 und 1963 insgesamt sechs Mal in Folge den nationalen Meistertitel gewann. 1959 wurde er zudem mit dem Guldpucken als Schwedens Spieler des Jahres ausgezeichnet. Bei Djurgårdens IF beendete er 1970 seine Karriere. 1999 wurde er mit der Aufnahme in die IIHF Hall of Fame geehrt.

### International
Für Schweden nahm Stoltz an den Olympischen Winterspielen 1960 in Squaw Valley, 1964 in Innsbruck und 1968 in Grenoble teil. Bei den Winterspielen 1964 gewann er mit seiner Mannschaft die Silbermedaille. Zudem stand er im Aufgebot seines Landes bei den Weltmeisterschaften 1957, 1958, 1962, 1963, 1965 und 1967. Bei den Weltmeisterschaften 1958 und 1965 gewann er mit seiner Mannschaft jeweils die Bronze-, bei den Weltmeisterschaften 1963 und 1967 die Silbermedaille. Bei den Weltmeisterschaften 1957 und 1962 gewann Stoltz mit Schweden die Goldmedaille. Als bestes europäisches Team wurde die Mannschaft zudem jeweils Europameister.

## Erfolge und Auszeichnungen
| - 1958 Schwedischer Meister mit Djurgårdens IF - 1959 Schwedischer Meister mit Djurgårdens IF - 1959 Schwedisches All-Star Team - 1959 Guldpucken - 1960 Schwedischer Meister mit Djurgårdens IF - 1960 Schwedisches All-Star Team - 1961 Schwedischer Meister mit Djurgårdens IF | - 1962 Schwedischer Meister mit Djurgårdens IF - 1963 Schwedischer Meister mit Djurgårdens IF - 1963 Schwedisches All-Star Team - 1964 Schwedisches All-Star Team - 1966 Rinkens riddare - 1966 Schwedisches All-Star Team - 1999 Aufnahme in die IIHF Hall of Fame |

### International
| - 1957 Goldmedaille bei der Weltmeisterschaft - 1958 Bronzemedaille bei der Weltmeisterschaft - 1962 Goldmedaille bei der Weltmeisterschaft - 1963 Silbermedaille bei der Weltmeisterschaft | - 1964 Silbermedaille bei den Olympischen Winterspielen - 1965 Bronzemedaille bei der Weltmeisterschaft - 1967 Silbermedaille bei der Weltmeisterschaft |